# Coriovallum
 (septembre 2012).
Si vous disposez d'ouvrages ou d'articles de référence ou si vous connaissez des sites web de qualité traitant du thème abordé ici, merci de compléter l'article en donnant les références utiles à sa vérifiabilité et en les liant à la section « Notes et références ».

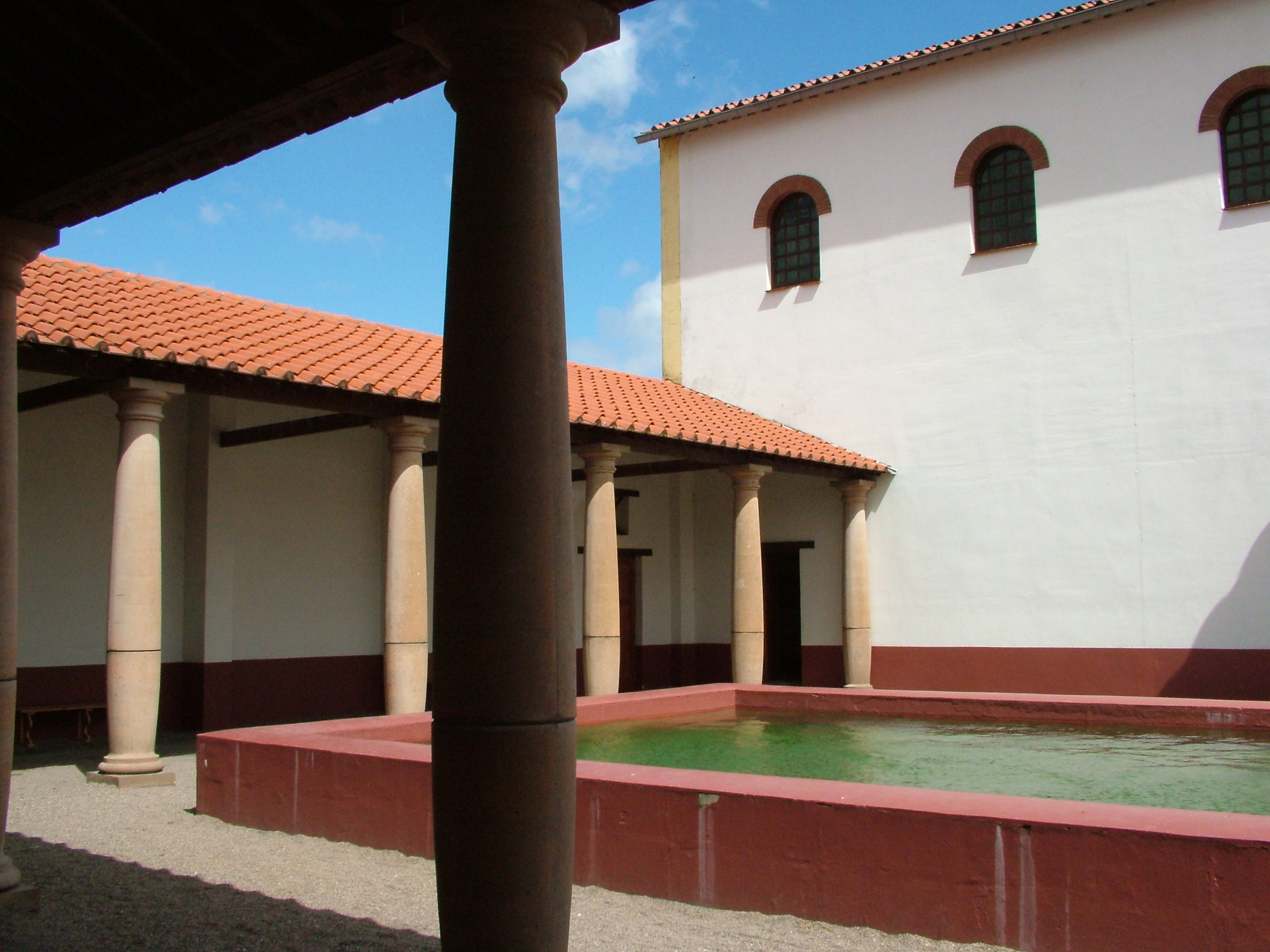
Reconstitution du bâtiment des thermes de Coriovallum

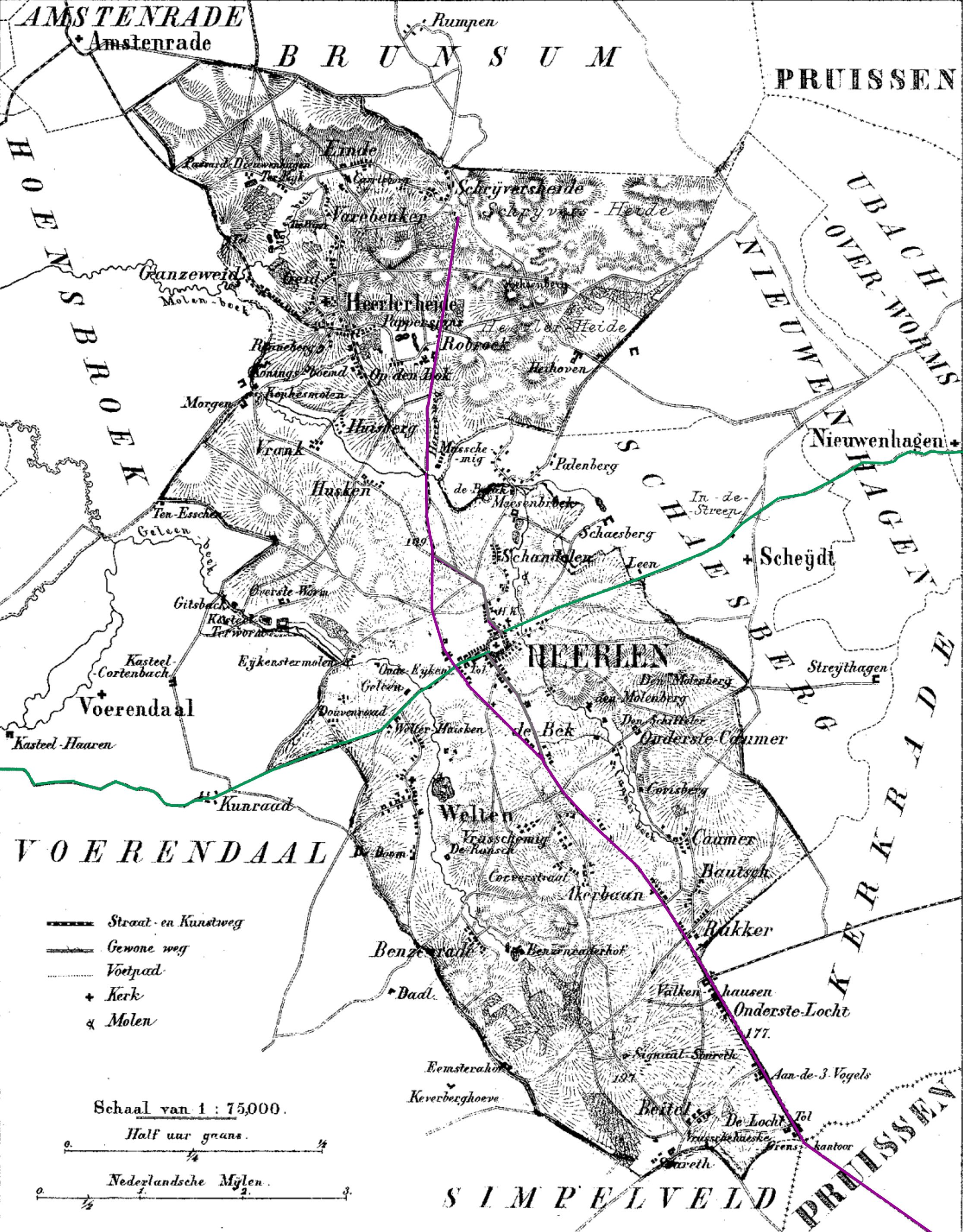
Vicus Coriovallum du Ier siècle au IIIe siècle. Tracé de la Via Belgica Bavay-Cologne et de la Via Treverorum de Trèves à Xanten (1866)

Coriovallum — l'actuelle Heerlen aux Pays-Bas — est un petit vicus romain de Germanie inférieure, avec des thermes, dans le pays des Tungri et au croisement de deux chaussées romaines.

## Vicus Coriovallum
Coriovallum, est une colonie romaine dès l'an 5 apr. J.-C. jusque vers l'an 400, proche des thermes d'Aquis Grana aujourd'hui Aix-la-Chapelle, située dans la province romaine de Germanie inférieure, au carrefour de la voie romaine Via Agrippinensis, Chaussée romaine de Bavay à Cologne, et sur un axe Nord-Sud, la Chaussée romaine d'Aix-la-Chapelle à Xanten.
Le nom romain utilisé au cours des derniers siècles, Cortovallum serait dû à une faute d'orthographe sur la table de Peutinger. Cela signifierait Cour renforcée. (?)
Les traces de maisons romaines sont encore accessibles.
Plus d'une quarantaine de fours de poterie ont été mis au jour. [précision nécessaire] Les thermes de Coriovallum peuvent être visités au musée Thermenmuseum (nl) à Heerlen.
Une reconstitution du complexe se trouve dans le parc à thème Archeon (nl) à Alphen aan den Rijn.